# Al Jefferson
Al Jefferson (ur. 4 stycznia 1985 w Monticello) – amerykański zawodowy koszykarz NBA, grający na pozycjach silnego skrzydłowego lub środkowego.
Ukończył szkołę średnią Prentiss High School po czym zdecydował się przystąpić bezpośrednio do draftu. W szkole średniej jego statystyki kształtowały  się na poziomie 42 punktów i 18 zbiórek na mecz. W 2004 wystąpił w meczu wschodzących gwiazd - Nike Hoop Summit oraz McDonald’s All-American. 
Został wybrany przez Boston Celtics w pierwszej rundzie draftu z 15 miejsca.
31 lipca 2007 Jefferson wraz z Geraldem Greenem, Sebastianem Telfairem, Ryanem Gomesem oraz Theo Ratliffem powędrował do Minnesota Timberwolves w zamian za Kevina Garnetta.
13 lipca 2010 został przetransferowany do Utah Jazz w zamian za Kosta Koufosa i dwa przyszłe wybory w pierwszej rundzie draftu.
10 lipca 2013 Jefferson podpisał trzyletni kontrakt z Charlotte Bobcats (obecnie Hornets).
4 czerwca 2014 został wybrany do trzeciej piątki All-NBA Team za sezon 2013/14.
9 grudnia 2015 został zawieszony na 5 spotkań NBA za naruszenie ligowych przepisów antydopingowych. 9 lipca 2016 podpisał 3-letnią umowę, wartą 30 milionów dolarów z zespołem Indiana Pacers. 2 lipca 2018 został zwolniony.

## Osiągnięcia
Stan na 25 lipca 2016, na podstawie, o ile nie zaznaczono inaczej.
NBA
- Zaliczony do:
  - II składu debiutantów NBA (2005)[11]
  - III składu NBA (2014)
- Zawodnik:
  - miesiąca NBA (marzec 2014)
  - tygodnia NBA (4.03.2007, 27.01.2008, 5.01.2009, 23.04.2012, 1.04.2013, 17.03.2014, 7.04.2014)
- Uczestnik Rising Stars Challenge (2005)